# Théo Idjellidaine
Pas d'image ? Cliquez ici

a Compétitions nationales et continentales officielles uniquement.

b Matchs officiels uniquement.
Dernière mise à jour le 17 juin 2025.
Théo Idjellidaine, né le 15 mars 2001, est un joueur franco-algérien de rugby à XV jouant au poste de demi de mêlée au sein du SU Agen.

## Biographie
Le 5 octobre 2019, il joue son premier match avec l'équipe première du Stade toulousain contre le CA Brive au Stade Amédée-Domenech.
Le 1er février 2020, il participe à la première édition du Supersevens avec le Stade toulousain. Il joue 2 matchs sur 3 et inscrit 27 points.
Il marque son premier essai le samedi 24 octobre 2020 contre Lyon en livrant une prestation remarquée.
Il est champion de France espoirs en 2021.
Bien qu'il ne dispute pas la finale, il remporte le Top 14 en 2021.
En 2021-2022, il est prêté au SU Agen. Il revient jouer avec le Stade toulousain lors du Tournoi des Six Nations pour pallier l'absence d'Antoine Dupont.
En mai 2023, après vingt-quatre apparitions sur les feuilles de match, six titularisations et un essai marqué face au Rouen NR, il s'engage avec le SU Agen jusqu'en 2025.
Théo Idjellidaine est appelé pour la première fois en sélection algérienne à l'intersaison 2025, afin de disputer la phase finale de la Coupe d'Afrique, faisant office de tournoi qualificatif de la zone Afrique pour la Coupe du monde 2027.

## Palmarès
- Champion de France 2021 avec le Stade toulousain
- Champion de France espoirs en 2021 avec le Stade toulousain